# آموزش اسپارتی

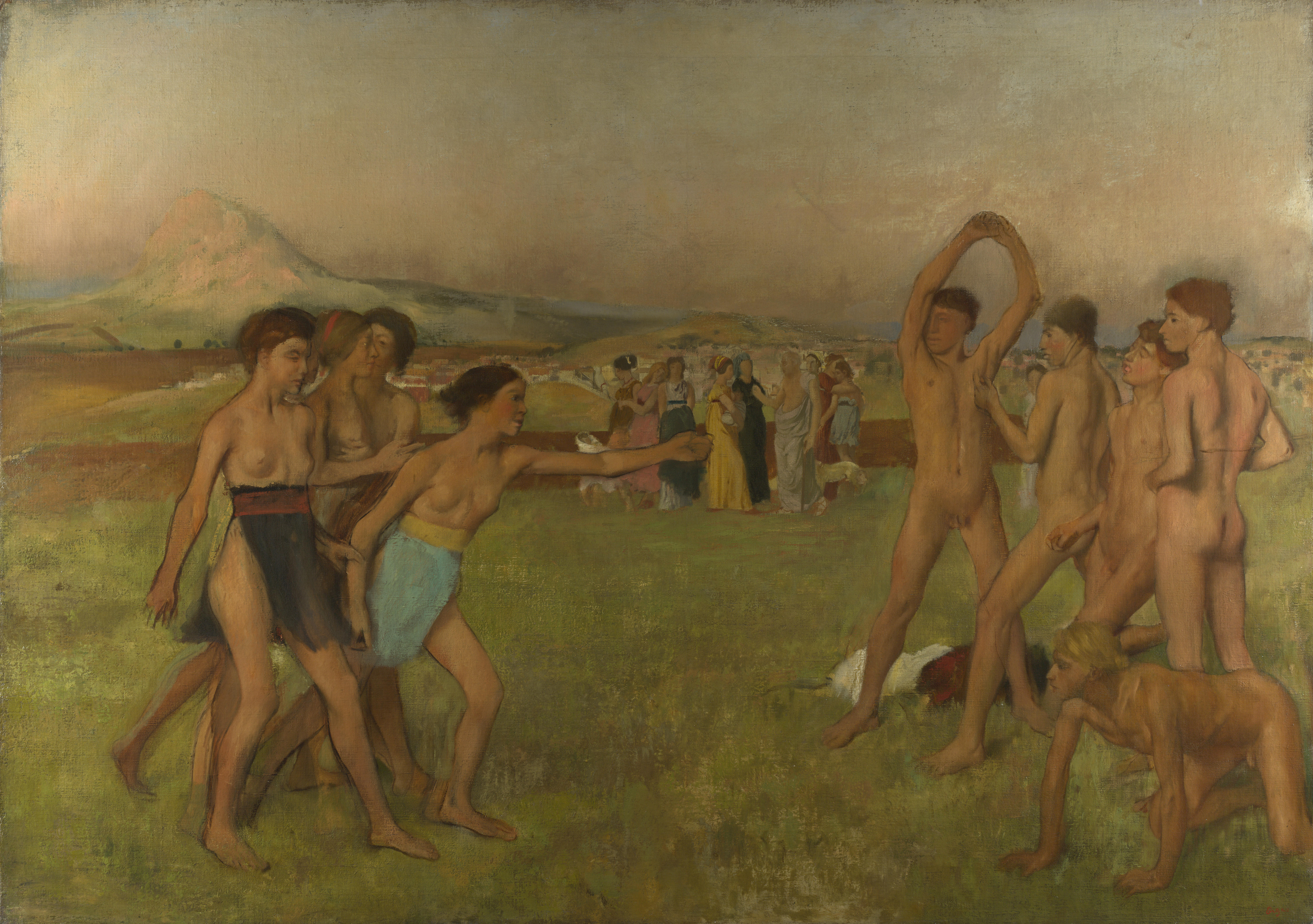
نقاشی کودکان برهنه اسپارتی در نگارخانه ملی لندن

آموزش اسپارتی به سبک تربیت کودکان در اسپارت در تاریخ باستان و تا سال ۳۷۱ پیش از میلاد اشاره دارد. اهالی اسپارت بر این اعتقاد بودند که کودکان تنها متعلق به والدین نیستند بلکه سرمایهٔ کشور هستند و به همهٔ شهروندان تعلق دارند به همین سبب حق تربیت کودک بجای والدین برعهدهٔ جامعه است. بعد از تولد، کودک نوزاد به نزد انجمن ویژه‌ای برده می‌شد و بزرگ اسپارت‌ها در این انجمن نوزاد را از نظر سلامتی بررسی می‌کرد و تنها در صورت تأیید قدرت و سلامت نوزاد اجازهٔ پرورش صادر می‌شد. کودکانی که مورد تأیید نبودند در کوه تایگتوس به دور انداخته می‌شدند. کودکان پسر از سن ۷ سالگی از والدین جدا شده و در اختیار گروه تربیت قرار می‌گرفتند. هدف اصلی این گروه تربیتی بیش از هر چیز دادن تمرین‌های نظامی و جنگی و پرورش سربازان ورزیده بود. در طی مدت تعلیم کودکان همواره به‌طور برهنه زندگی می‌کردند. سیستم پرورشی به‌طور کامل کودکان را تحت نظر داشت و در صورت تخلف از اجرای اوامر یا انجام ندادن وظایف، کودک به شدت تنبیه بدنی می‌شد.  در این زمان در شهرهای دیگر یونان احترام به آزادی فرد و اصل عدم مداخله معمول بود ولی در اسپارت تا هنگام بلوغ شخصیت فرد بر اساس خواست جامعه شکل داده می‌شد و خواست گروه بر خواست فرد  مقدم بود. در اسپارت فرد باید به عنوان یک جزء از گروه زندگی می‌کرد.
کودک مجاز به خوردن غذایی که به دست می‌آورد به صورت فردی نبود و موظف بود که مواد خوراکی را به محل گروه آورده و به همراه دیگران بخورد. از نظر تغذیه مقدار غذای داده شده به حدی نبود که کودک سیر شود و کودک همیشه در حالت نیمه گرسنه به سر می‌برد. اندام لاغر امتیاز بالاتری نسبت به اندام چاق داشت. به همین سبب در مجالسی که کودکان نیز شرکت داده می‌شدند، دزدی غذا از بالغین رایج بود و مربیان به این نوع دزدی به چشم یکی از روش‌های یادگیری هجوم به افراد غافل نگاه می‌کردند. در مورد دختران بیشترین نکته‌ای که به آن توجه می‌شد پرورش زنان سالم به منظور زایمان سرباز سالم بود.

## ارتباط با همجنسگرای

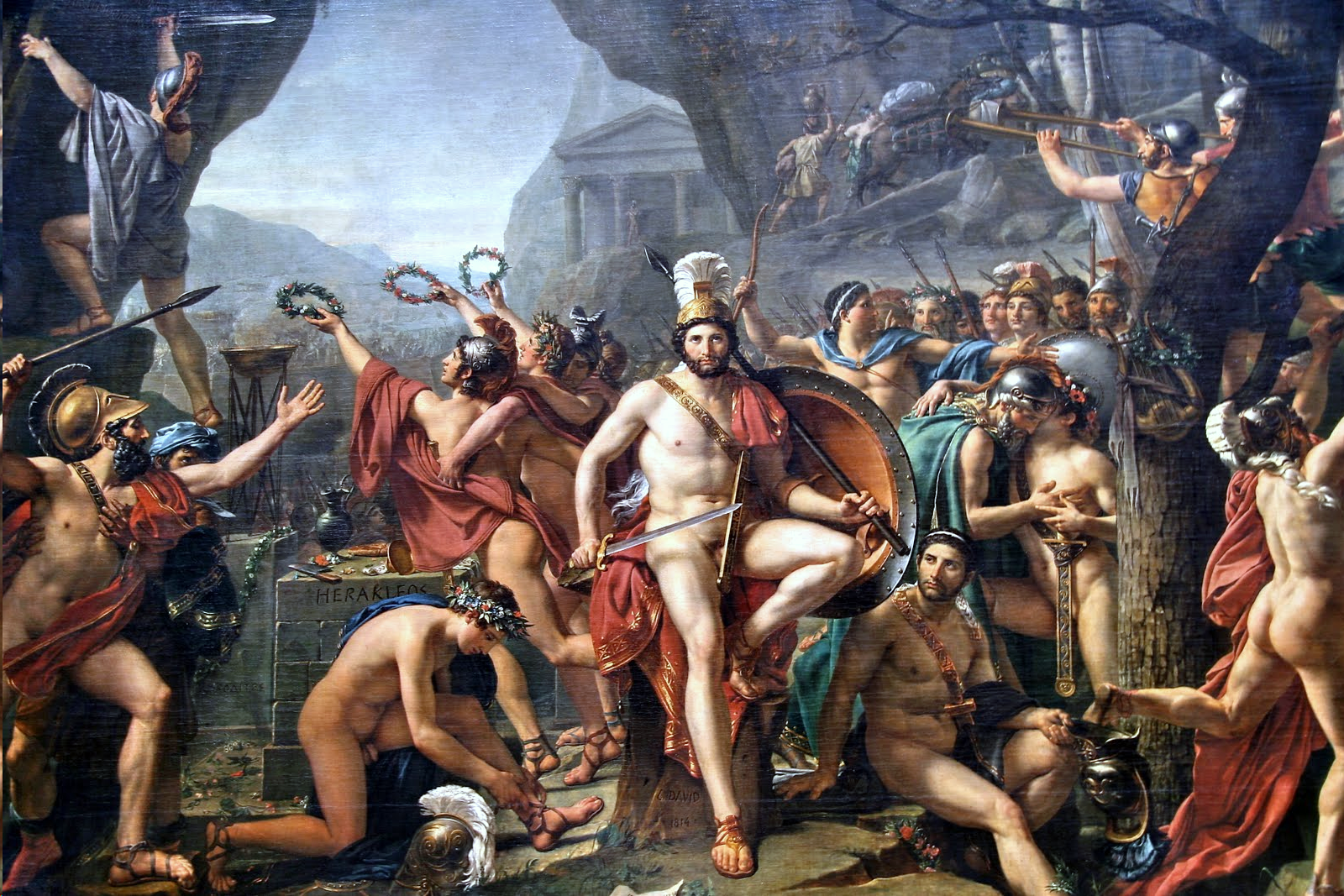
سپاه برهنه لئونیداس

منشا به وجود آمدن همجنس‌گرایی به شیوهٔ یونانی، نظامیان اسپارتی و کرت دانسته می‌شود. در آموزش و پرورش اسپارتی کودک از سن ۷ سالگی تا سن ۳۰ سالگی جدا از خانواده و در خوابگاه مخصوصی به همراه دیگر پسران به صورت گروهی و برهنه به سر می‌برد و همجنسگرایی می‌کردند. حتی هنگام ضیافت‌ها و غذاخوردن هم تنها پسران شرکت داشتند. این امر به این سبب بود که سربازان در هنگام جنگ به علت پیوندهای قوی‌ای که در طول زمان به وجود آمده بود، به خوبی بتوانند همرزمان خود را حمایت کنند. به نظر می‌رسد گسترش چنین طرز تفکری موجب شد که نخست در اسپارت و سپس در یونان، سربازان تشویق به همجنس‌گرایی شوند. بارزترین نمونه رواج همجنس گرایی را می‌توان در سپاه مقدس تبس دید. این سپاه به‌طور کلی با الهام از سپاه لئونیداس شکل گرفته بود و از ۳۰۰ نفر که به صورت زوج زوج همجنس‌گرا بودند، تشکیل شده بود. تبس توانست با کمک همین سپاه در  ۳۷۱ پیش از میلاد در جنگ لوکترا بر اسپارت پیروز شود.